# Schneekissen
Ein Schneekissen ist ein Sensor zur kontinuierlichen und automatischen Messung des Wasseräquivalents der Schneedecke oder des Gewichtes der Schneedecke pro m². Der Einsatz erfolgt z. B. zur Bestimmung des Schneedruckes auf Flachdächern oder für Vorhersagen im Hochwasserschutz.

## Messprinzip
Das Messprinzip des Schneekissens beruht auf der Messung des von der Schneedecke verursachten hydrostatischen Drucks. Der mit einem Druckmessumformer erfasste Druck entspricht dem Wasseräquivalent bzw. Schneegewicht der Schneedecke und wird z. B. als Analogsignal ausgegeben.

## Installation
Um exakte Messungen mit dem Schneekissen zu gewährleisten, sind folgende Voraussetzungen zu erfüllen. Das Messfeld muss waagerecht, flach und windgeschützt sein und einen repräsentativen Ausschnitt der Schneedecke darstellen. Steile Hänge, Geländekanten und große Felsen in unmittelbarer Nähe zur Messstelle sind zu vermeiden, da Schneerutschungen bzw. Schneeverfrachtungen auftreten können und diese das Messergebnis beeinflussen. Durch größere Abmessungen des Schneekissens (z. B. 3 × 3 m) beugt man der Verfälschung der Messergebnisse durch eine eventuelle Brückenbildung der Schneedecke über dem Schneekissen vor. 